# مستحقات مؤجلة
مستحقات مؤجلة  (بالإنجليزية: Deferred compensation) هو نظام يستلم بمقتضاه الموظف جزءا من راتبه في وقت لاحق عن وقت اكتسابه له. ومن تلك الأمثلة: المعاش الذي يقبضه الموظف بعد إحالته على المعاش، أو الأسهم الاختيارية. والميزة المتعلقة بالمستحقات التي تدفع مؤجلة هو عدم دفع ضريبة عنها في وقت اقتنائها أثناء فترة عمل مستحقيها.

## اقرأ أيضاً
- مؤجل
- ضمان إضافي
- مردود الاستثمار
- خداع (اقتصاد)
- الحد الأدنى للعائد
- نظارة الحسابات
- تخصيص الأموال
- حجم الأعمال (اقتصاد)
- التزام قانوني
- مركز مربح
- مركز تكلفة
- مركز استثماري
- عملة
- عملة قانونية
- عملة متداولة
- معدل الفائدة الإسمية
- معدل الفائدة الفعلية
- نظارة الحسابات
- مصروفات جارية
- في الإيداع
- نقص
- عملة مضمونة بأصول
- أوراق تجارية مالية
- موارد المال
- إيراد مقدم
- القيد الأول